# Imitation
Imitation (이미테이션?, Imite-isyeonLR) è un drama coreano trasmesso su KBS2 dal 7 maggio al 23 luglio 2021. Tratto dal webtoon omonimo, racconta della storia d'amore segreta tra due membri di due gruppi.

## Trama
Seul, 2017. Lee Ma-ha, aspirante idol, arriva alla Omega Entertainment per sostituire all'ultimo minuto Annie, membro delle Omega III che ha inspiegabilmente lasciato il terzetto dieci giorni prima del debutto; quest'ultimo, tuttavia, viene cancellato quando, di lì a poco, la polizia ritrova Annie annegata nel fiume Han. Contemporaneamente, un membro della popolare boy band Shax, Eun-jo, scompare nel nulla pochi minuti prima di salire sul palco per un concerto del gruppo, e il manager della band, Ji Hak, si licenzia.
Tre anni dopo, Ma-ha si arrabatta con dei lavoretti, tra esibizioni a piccole sagre e comparsate come attrice. Un giorno, la ragazza viene contattata da Ji Hak, che offre a lei e agli altri due ex membri delle Omega III di formare le Tea Party e debuttare come idol. Svolgendo le attività con le Tea Party, Ma-ha incontra Kwon Ryeok, il membro più popolare degli Shax, con il quale aveva stretto un'amicizia quando ancora erano studenti e, mentre recitano insieme in un film, i due s'innamorano.

## Personaggi

### Personaggi principali
- Lee Ma-ha, interpretata da Jung Ji-so[5][6]
Fa parte del nuovo gruppo femminile Tea Party, sebbene originariamente dovesse debuttare nelle Omega III. Sogna di diventare una famosa idol sin da bambina e fa affidamento sulle sue positività, grinta e determinazione per raggiungere i suoi obiettivi. Nei tre anni dopo la cancellazione del debutto delle Omega III, Ma-ha si esibisce ad alcune sagre con un brano della popolare cantante Larima, facendosi chiamare "Larimaha". Svolgendo le attività con il suo gruppo, inizia a incrociare spesso Kwon Ryeok. Anche se lui inizialmente non le piace, i due iniziano a sviluppare sentimenti l'uno per l'altra.
- Kwon Ryeok, interpretato da Lee Jun-young[5]
È il membro più popolare della boy band Shax, che ha debuttato da sei anni sotto la NOG Entertainment. È noto per la sua forte personalità, capacità sul palco e qualità da star. Dopo il debutto delle Tea Party, comincia a incrociare spesso Ma-ha, con la quale ballava insieme da studenti, e s'innamora di lei mentre recitano insieme in un film.
- Larima, interpretata da Park Ji-yeon[5]
Una famosa artista solista considerata una degli idol più importanti del momento, nota per le sue esibizioni piene di energia ed elaborate. Ha iniziato la sua carriera in giovane età e per questo si ritrova spesso sola a causa del suo stile di vita. La sua unica amicizia stretta è con Ryeok, del quale è innamorata, e inizia a preoccuparsi e a sentirsi minacciata quando la presenza di Ma-ha nella vita del ragazzo cresce.
- Lee Yu-jin, interpretato da Jeong Yun-ho[5][6]
Fa parte della boy band emergente Sparkling, e nasconde la sua ambizione e tenacia dietro l'immagine apparentemente dolce e affascinante. Ha fatto l'apprendista per la Music Holic insieme a Ma-ha: per questo sono amici intimi da anni, ed è stata la loro amicizia che ha dato a Yu-jin la forza di diventare un idol e di debuttare. Quando nota che Ma-ha, per la quale ha una cotta, sta iniziando ad avvicinarsi a Ryeok, il suo lato competitivo viene alla luce e diventa determinato a battere gli Shax e quindi anche Ryeok.

### Personaggi secondari

#### Tea Party
- Shim Hyun-ji, interpretata da Lim Na-young
È il volto del gruppo ed è stata scelta specialmente per la sua tenacia e la sua personalità vivace. Ha una cotta evidente per Yu-jin, ma lui non la nota per via della sua infatuazione per Ma-ha.
- Yu Ri-ah, interpretata da Kim Min-seo
È la voce principale e leader del gruppo. Possiede una personalità determinata e sofisticata che le permette di affrontare anche i fallimenti. Quando il debutto delle Omega III è stato rimandato, ha continuato a lavorare part-time per mantenersi. Inizia a nutrire dei sentimenti per Lee-hyun degli Shax dopo che l'ha elogiata per la sua voce.
- Ji Hak, interpretato da Danny Ahn[6]
Un tempo manager degli Shax, dopo la scomparsa di Eun-jo si è licenziato e, tre anni dopo, ha deciso di aprire una propria agenzia di spettacolo e creare le Tea Party, determinato a trasformarle in un gruppo idol di successo.

#### Shax
- Lee Eun-jo, interpretato da Chani
Faceva parte del gruppo degli Shax ed era uno dei membri più popolari insieme al suo migliore amico e rivale, Ryeok. È sparito improvvisamente tre anni prima, ferendo profondamente Ryeok e gli altri membri degli Shax, ed è la causa principale del ritiro di Ji Hak.
- Han Jae-woo, interpretato da Ahn Jeong-hun[7]
È il leader degli Shax e fa del suo meglio per aiutare i membri a superare difficoltà e conflitti. A seguito della sparizione di Eun-jo, è diventato più protettivo nei confronti del gruppo.
- Do-jin, interpretato da Park Yu-ri
È il secondo membro più popolare dopo Ryeok. È conosciuto per le sue numerose abilità e la sua personalità scatenata, ma, essendo molto arguto, nota sempre quando i membri del gruppo gli nascondono qualcosa. Ha un legame stretto con Hyuk.
- Kang Lee-hyun, interpretato da Hwiyoung
È un cantante e produttore. All'inizio era interessato solo a diventare un compositore, però è stato incoraggiato a far parte degli Shax per via del suo aspetto da celebrità. È interessato solo a creare musica, ma inizia a interessarsi anche a Ri-ah delle Tea Party dopo averla sentita cantare.
- Hyuk, interpretato da Choi Jong-ho
È il membro più giovane del gruppo e la voce principale. Ha iniziato il suo tirocinio da idol in giovane età, per questo è stato cresciuto dai membri degli Shax. Vuole essere sempre al centro dell'attenzione ed è molto permaloso.
- Koo Dae-kwon, interpretato da Oh Hee-joon
Manager degli Shax.

#### Sparkling
- Hyun-oh, interpretato da Lee Su-woong
È il membro più grande. Dopo aver perso la posizione centrale del gruppo in favore di Yu-jin, Hyun-oh diventa più sarcastico nei suoi confronti e più pignolo nel commentare le sue performance. Cerca sempre un'opportunità per buttare giù Yu-jin e lo provoca solo per dispetto.
- Se-young, interpretato da Park Seong-hwa
Rapper e leader degli Sparkling. È silenzioso ma molto deciso, ed è conosciuto come gemma nascosta tra i fan. La sua personalità schietta è l'unica cosa che tiene Hyun-oh sotto controllo.
- Min-soo, interpretato da Choi San
È il membro più giovane del gruppo ed è conosciuto tra i fan degli idol per i suoi capelli rosa acceso e la sua figura piacevole.
- Tae-geun, interpretato da Shin Soo-ho[8]
È il manager degli Sparkling e ammira molto Ji Hak per le sue abilità nel settore, diventando il suo aiutante.

### Altri personaggi
- CEO Park, interpretato da Gong Jung-hwan
È il CEO della NOG Entertainment e dirige l'industria degli idol con le sue abilità di compositore e la sua forza nel business strategico. A seguito della scomparsa di Eun-jo, ha fatto in modo di rafforzare la promozione per i restanti cinque membri degli Shax, sebbene stia segretamente progettando il momento perfetto per farli fallire e rimpiazzarli con un gruppo nuovo.
- Capo del dipartimento Kim, interpretato da Lee Tae-hyung
Secondo in comando alla NOG Entertainment dopo il CEO Park, ne gestisce tutti gli incarichi segreti.
- Byun Jung-hee, interpretata da Shim Eun-jin
È una reporter che lavora per il giornale Fact Check. Indaga sulla sparizione di Eun-jo, ed è determinata a scoprire la verità dietro lo scandalo degli Shax.
- Manager di Larima, interpretata da Jeon Ji-soo[9]
- So-yoon, interpretata da Choi So-yoon
Dirige il fanclub degli Shax e li difende dai sasaeng.
- Woo-jin, interpretato da Choi Woo-bin
È un idol K-pop che collabora a una esibizione sul palco con Ri-ah.
- Ha-seok, interpretato da Jo Jung-chi
È il compositore della canzone di debutto delle Tea Party, noto con il nome d'arte Ammonites.
- Eun-jin, interpretata da Kim Ji-sook[10]
Stylist delle Tea Party.
- Joo Min-sung, interpretata da Kim So-hee[11]
Lavora part-time al Café H.
- Tae-ri, interpretata da Lee Hwi-seo